# D.P.S.
『D.P.S.』（ディー・ピー・エス）は、日本のゲームブランド・アリスソフトより発売されたアダルトゲームおよびそのシリーズである。第1作『D.P.S.』は美少女ゲーム黎明期の1989年に発売され、以降1992年にかけて5作品がリリースされた。1995年にはそれらをまとめて収録した『D.P.S. 全部』が発売されている。
本シリーズはオムニバス形式で構成されたコマンド選択式のアドベンチャーゲームであり、各タイトルには3本の短編が収録され、ストーリーごとに2種類の設定あるいは2択の分岐を設けたゲームシステムとなっている。

## リリース
| 1989 | D.P.S.         |
| 1990 | D.P.S. SG      |
| 1991 | D.P.S. SG set2 |
| 1991 | D.P.S. SG set3 |
| 1992 | Super D.P.S.   |
| 1993 |                |
| 1994 |                |
| 1995 | D.P.S. 全部    |

ゲームブランドのアリスソフトは1989年4月に創設され、同年7月にデビュー作として『Rance -光をもとめて-』および『Intruder〜桜屋敷の探索〜』を発表した。その後、8月の『クレセントムーンがぁる』、10月の『あぶない天狗伝説』に続けて12月にリリースさせたのが本シリーズ第1作の『D.P.S』である。シリーズのタイトルは『D.P.S』・『D.P.S. SG』・『D.P.S. SG set2』・『D.P.S. SG set3』・『Super D.P.S.』と1989年から1992年にかけて発売され、これらの作品に収録された物語をまとめた『D.P.S. 全部』が1995年にリリースされている。なお、以上の作品はいずれもアリスソフトの配布フリー宣言の対象に指定されており、インターネット上での配布が許可されている。
本シリーズのゲームディスクはシステムディスクとシナリオディスクを分けた状態で販売された。このシステムディスクはハードウェアのように扱うことが可能で、システムが他のシリーズ作品との互換性を有している。一方で、廉価版としてシステムディスクの付属しないバージョンも販売された。

## 作風
『D.P.S.』シリーズは「夢の中で自分のやりたいことを」というコンセプトをもつ、オムニバス形式のアドベンチャーゲームである。タイトルの「D.P.S.」は "Dream Program System" の略であり、物語が収録されたカートリッジを挿入することによって好きな夢を見ることができるゲーム機という設定になっていた。第1作『D.P.S』は美少女ゲーム黎明期に発表された作品の1つであるが、上記のようなオムニバス形式のゲームはフェアリーテールが1987年にリリースさせた『あぶない女性心理学入門』や、エルフによる1989年の『ぴんきぃ・ぽんきぃ』など、主要なアダルトゲームメーカーが『D.P.S.』とほぼ同時期に発表している。
本シリーズはゲーム1作品につき3つの短編が収録され、それぞれの短編には2つのバージョンが存在するため、実質的には6種類のシナリオが収録された。バージョン分けの方法はストーリーによって異なり、短編「家庭教師はステキなお仕事」（『D.P.S. SG』に収録）のようにキャラクターの立ち位置によってバージョン分けがされているものや、「ANTIQUE HOUSE」（『D.P.S. SG set2』に収録）のように、登場人物の性格によってバージョン分けされている場合もある。

## 作品内容

### D.P.S.
『D.P.S』は、アリスソフトから1989年12月に発売されたアダルトゲームである。シリーズ第1作である同作は、3本の短編（「プリンセス・ファンタジー」・「なんてったって芸能人」・「いけない!! 内科検診」）が収録されたアドベンチャーゲームである。アリスソフトの様々なタイトルを手掛けたMIN-NARAKENが原画家として参加している。
ストーリー
「プリンセス・ファンタジー」では主人公の騎士・カスタムがリーナス姫を護衛しつつ、魔物の手から逃れるファンタジー風の作品となっている。プレイヤーの選択（「善人戦士」・「鬼畜戦士」のどちらになりきるか）に応じてゲーム展開や攻略難易度が変化する構成となっていた。「なんてったって芸能人」は売れっ子アイドル・ひとみと、彼女への憧れを抱く木下真理子が登場する。プレイヤーはどちらかの視点を選択して物語が展開し、2人の間の同性愛が描かれる。そして、「いけない!! 内科検診」はプレイヤーが医者・かつみの目線となって話が進行し、女子高校でお目当ての学生・徳永由美子に検診を行う内容となっている。

### D.P.S. SG
『D.P.S. SG』は、アリスソフトから1990年8月に発売されたアダルトゲームである。『D.P.S.』シリーズ2作目で、フロッピーディスクにて販売された。本作は「家庭教師はステキなお仕事」と「Fahnen Fliegen」、「信長の淫謀」の3本の短編が収録されたアドベンチャーゲームとなっている。
ストーリー
「家庭教師はステキなお仕事」は、高校受験を控える少女・舞子と、彼女に英語を教える家庭教師のたくやとの恋愛を描いた内容となっている。プレイヤーは両者の視点からゲームを進行することが可能で、舞子を主人公にした「生徒バージョン」ではたくみを誘って処女を卒業するとゲームクリアになるのに対し、たくみを主人公にした「先生バージョン」では舞子と少しずつ距離を詰めていくことでゲームクリアとなる。
「Fahnen Fliegen」は第二次世界大戦時におけるナチス武装親衛隊を舞台としている。捕虜となったフランス人女性・ロザリーに対する尋問を題材としており、「お偉い軍人バージョン」では主人公である冷血な軍人ハインツによる拷問が展開される。一方、「新人バージョン」では主人公である新米軍人が上官を追い出したうえで、彼女の心を開かせながら尋問し、同意のうえでの性交に持ち込む様子が描かれている。
「信長の淫謀」は、織田信長の寵児・森蘭丸と家臣・明智光秀が主君・信長やその娘に当たる姫に振り回される様子が描かれ、彼らのところへ潜入してきた忍者も合わせて淫蕩へ落ちていく話が展開する。なお、蘭丸は男装の少女として設定されている。

開発
本作ではのちに『鬼畜王ランス』などを手掛けた、むつみまさとが原画を担当した。アリスソフト所属のとりは今までのジャンルにとらわれないゲームを作ろうという考えから、本作以降の『D.P.S. SG』シリーズにおいては様々な試みをしたと述べている。また、画面数の少なさゆえに通常のアドベンチャーゲームのようなインターバルの中でキャラクターの「味」（個性）を出すのに苦労したとも語っている。

### D.P.S. SG set2
『D.P.S. SG set2』は、アリスソフトから1991年4月に発売されたアダルトゲームであり、『D.P.S.』シリーズ3作目に当たる。同作には「ANTIQUE HOUSE」と「朱い夜」、「いけない内科検診 再び」の3本の短編が収録されている。シナリオの全文字数は約16万字となっており、本作以前のアリスソフト製品の中では最多となっていた。
ストーリー
「朱い夜」は、火災が起きたホテルを舞台に、ホテルのオーナーが宿泊客であるエリスを救出する様子を描いている。本作ではその風俗嬢になったばかりというエリスに加え、オーナーの秘書という立場のルリコとの性交渉が描かれている。プレイヤーが「善人」もしくは「浪速の商人」オーナーのいずれかを選択した上で物語が展開する。
「いけない内科検診 再び」は、『D.P.S.』に収録された「いけない!! 内科検診」の続編であり、本来の産婦人科の先生の代わりに主人公が女子校生・由美子を診察する内容となっている。プレイヤーは男子大学生のかつき（前作の主人公であるかつみの甥）か、内科医のユリ先生の2人から選択してゲームを開始する。前者を選択した場合には、主人公の男が医者を騙り由美子の身体をいたぶる展開となる。
「ANTIQUE HOUSE」はホラー調の物語となっており、導入部でルドルフとその小間使いであるテスが雨宿りで古い洋館に迷い込む。その洋館の中では語った怖い話が現実のものになるという設定で、テスを怖がらせるためにした話が現実のものとなり、彼女は出現した怪物に襲われてしまうが、その怪物を退治した後に2人が結ばれるというストーリーになっている。なお、プレイヤーはテスの性格について、あらかじめ「怖がり娘」と「ホラーおたく娘」の2択から選ぶことができる。

### D.P.S. SG set3
『D.P.S. SG set3』は、アリスソフトから1991年12月に発売されたアダルトゲームであり、『D.P.S.』シリーズ4作目に当たる。同作には「しんこんさんものがたり」・「卒業」・「Rabbit〜P4P〜」の3本の短編が収録されている。従来のシリーズ通り、2種類の設定からプレイヤーが選択するゲームシステムとなっているストーリーは「しんこんさんものがたり」に限られ、その他2本のストーリーは分岐形式での収録となった。
ストーリー
「しんこんさんものがたり」では、挙式を終えたばかりの恭一とゆうの2人の初夜が描かれる。プレイヤーはどちらの視点からゲームを進行するか選択可能で、恭一を選んだ場合には相手のご機嫌を伺いながら交渉に持ち込む流れが、ゆうを選んだ場合にはスパイとなって恭一の正体を暴いていくストーリーがそれぞれ展開する。
「卒業」では主人公・雅騎が高校の卒業式を終えた後、高嶺の花である沙夜子に告白を試みるが、巨大怪獣の出現によって彼女は負傷してしまう。雅騎は沙夜子を保健室まで連れて行き手当てさせるが、沙夜子は自らが正義の味方であることを告白し、変身した姿で怪獣との戦闘を繰り広げる。一度ゲームをクリアした後には沙夜子と情交を交わした主人公が正義の味方になるストーリーが解放されるシステムとなっている。
「Rabbit〜P4P〜」では、バニーの女の子・うさぎを追いかけているうちに異世界へ迷い込んでしまった主人公・ヴォイドが、その世界に住む女の子たち（キラ・ダイナ・ユリア）から出口についての情報を集めていく。本シナリオでは人物設定がワンパターンとなっている代わりに、隠しイベントなどがやや多めに実装されている。

### Super D.P.S.
『Super D.P.S.』は、アリスソフトから1992年9月に発売されたアダルトゲームであり、『D.P.S.』シリーズ5作目に当たる。同作には3本の短編「マリアとカンパン」・「遠野の森」・「うれしたのし海賊稼業」が収録されている。
前作までと同様16色のCGを収録しているが、本作では256色のCGも収録され、PC-98シリーズではアダルトゲーム業界初の256色表示対応作品となった。そのほか、シリーズを通じて初めてCGの回想モードが実装され、前作までと比較してシナリオ構成やCGイラストの枚数も強化されている。
ストーリー
「マリアとカンパン」には『Rance』シリーズで天才科学者として登場するマリアがヒロインとして現れる。彼女はカンパンという名のロボットを製作するが、異常により動かない状態にあった。しかし悪魔のせいでカンパンが動けるようになり、マリアはそのロボットに襲われてしまう。一度ゲームをクリアすると「おまけモード」が解禁される。
「遠野の森」では、ピクニックにやって来た鷹雪と萌絵がボールを追いかけている最中に森の中の崖を滑り落ちて原住民に捕らえられたり、クマなどに襲われたりといった目に遭う。そういった命の危機を乗り越えたのち、2人が結ばれるというストーリーになっている。なお、プレイヤーは主人公の設定について、あらかじめ「まじめな青少年」・「妙な青少年」の2択から性格を選ぶことができる。
「うれしたのし海賊稼業」では、財宝と可愛い女の子に目がないという宇宙女海賊・カメリアが別の貴族の船「カノッサ号」を襲撃し、その船に乗っていた娘・エルシーやメイド・マリリンとのレズが繰り広げられる。一度攻略を行うと、カメリアを追跡する賞金稼ぎ・ヴァイスの目線で繰り広げられるシナリオが解禁される。

### D.P.S. 全部
『D.P.S. 全部』は、アリスソフトから1995年11月に発売されたアダルトゲームである。1枚のハイブリッドCD-ROMに『初代 D.P.S.』から『Super D.P.S.』まで、上記の『D.P.S.』シリーズ全作品に収録されたすべての短編に加え、新作ストーリー「めぐみちゃん物語」が収録された。

## 反響

### シリーズに対する批評
前述のように、『D.P.S.』シリーズはプレイヤーがコマンドを選択することで物語が進行するアドベンチャーゲームに分類される。アリスソフトの初期タイトルの中でもヒット作に位置づけられ、1作に複数の短編を詰め込んだゲーム構成は、オムニバス形式で展開するアドベンチャーゲームの先駆けになったという意見や、発売当時には「お買い得感が強かった」とする意見もある。また、同じストーリーでも複数の設定が用意されている点に関しては、雑誌『PC Angel』のライター・伊織舞也によれば、ユーザーの要望を汲んだものが多数収録されていると評価されている。一方、雑誌『美少女ゲーム最前線』ではどの作品のシナリオにおいてもグラフィックの使いまわしがあると指摘されているが、設定ごとに異なる状況を当てはめることに成功したと評されている。
システムとシナリオを別々のディスクに分けてリリースさせた点に関しては、「ツールの都合だったのかもしれないが、だいぶ先進的な発想」と評価する者や、システムディスクが併用可能であるため、シナリオディスク単体で販売されたことはプレイヤー側にとっても経済的だったと言及する者もいる。グラフィックについては、作品を重ねるごとに美麗なイラストへと進化したと伊織が述べており、『PC Angel』誌では3作目の『D.P.S. SG set2』以降、作品中に一部含まれるアニメーションにウェイトが置かれたと特筆されている。

### 各作品に対する批評
1作目『D.P.S.』に対し、書籍『パソコン美少女ゲーム歴史大全1982‐2000』においてレビュアーを担当したごうすとは、作品のストーリーは「当時を感じさせ、多少の理不尽さを感じたりする」と言及している。『コンプティーク』誌は「簡素かつ実用性たっぷり」とした一方、『PC Angel』誌の考察では、それぞれのシナリオでプレイヤーの心を引きつける設定になっている点が評価されている。

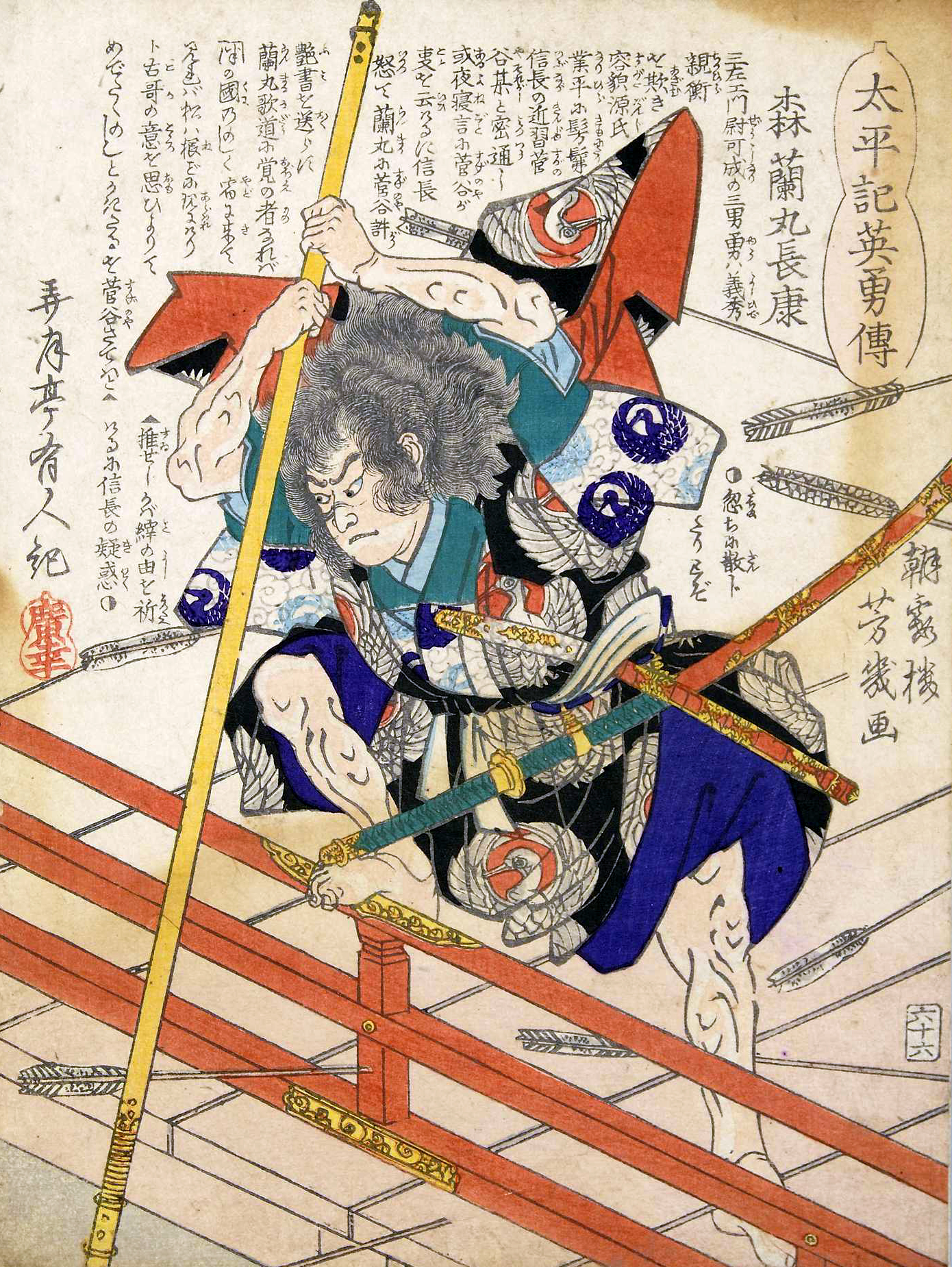
『D.P.S. SG』にて女体化して登場する森蘭丸（落合芳幾・画『太平記英勇伝』より）

シリーズ2作目『D.P.S. SG』のグラフィックに関しては以下のような評価がなされている。まず『PC Angel』誌ではシリーズ1作目に比べて「大幅にCGがキレイになった」と述べられており、パソコンゲーム誌の編集者・前田尋之は性に溺れた女性キャラクターの表情を褒め称えている。また、『美少女ゲーム最前線』誌に掲載された紹介記事では露骨な絵柄はあまりないものの、グラフィックが丹念に描かれている点や、Hシーンの情景描写に熱が入っている点が評価されている。一方、物語に関しては、書籍『パソコン美少女ゲーム歴史大全1982‐2000』に寄稿したライター・くれあ☆ばいぶるが展開の理不尽さを指摘しており、リリース当時の時代を感じる内容になっていると述べたうえ、森蘭丸を女体化した初めてのゲーム作品ではないかという論考を加えている。それに対し、『PC Angel』誌ではナチスの武装親衛隊から家庭教師といった設定の振れ幅が大きいと指摘し、エンターテイメント性がある作品と評している。
3作目『D.P.S. SG set2』に収録された「いけない内科検診 再び」はシリーズを通して唯一となる続編となった。本シナリオに登場する由美子について、『D.P.S.』と比較してキャラクターデザインが改良されたとする意見がある。また、『D.P.S.』に登場する「かつみ」に加え、その甥である「かつき」に対してもだまされた格好となった由美子について、「2度とだまされるなんてわけがない。おそらくかつみと不毛な関係を続けるよりも、よく似た性格容姿のかつきに好意をもってだまされたふりをしたのではないかと思われる」と考察を行った者もいる。
4作目『D.P.S. SG set3』に関しては、『PC Angel』の誌面にて「しんこんさんものがたり」に登場するヒロイン・ゆうがプレイヤーの中では「熱烈なファンが多いらしい」キャラクターだと言及されている。また、同誌のライター・伊織は「卒業」に登場するヒロイン・沙夜子について、怪獣を前にした状況の中で自身の悩みを優先して踏みとどまろうとする点を優柔不断な性格だと指摘した。PC98シリーズでは初めて256色に対応したアダルトゲームとなった5作目『Super D.P.S.』について伊織は、発売当時はプレイヤーにアリスソフト作品のためだけに256色対応ボードの購入を強いたかもしれないと言及しているが、とりわけ「遠野の森」に登場するクマの絵の精緻さを取り上げるなど、収録されたグラフィックについては評価している。一方、『PC Angel』誌では、ゲームに登場するおバカなキャラクターを選出する企画「KING OF BAKA」が行われた際、「遠野の森」に登場する青少年・鷹雪が選出されている。

## 派生作品
いけないかつみ先生〜患者さん、おいたはだめよん〜
アリスソフトのユーザークラブ会員向けに通信販売限定で単体としてリリースされた、Windows 95向けのアドベンチャーゲームである。CD-ROMにて販売された。内容は『D.P.S.』・『D.P.S. SG set2』に収録された内科検診ものの続編に当たり、本作では大金持ちの女医・蘇芳かつみ先生が大阪を舞台に様々な女の子と繰り広げるレズプレイが中心となって物語が展開する。
書籍『電脳美少女探検隊』に掲載されたレビューでは、かつみ先生の気ままな性格が本作のゲームシステムにも反映されていると指摘され、イベント発生の条件として用意された乱数要素が本作の攻略難易度を高めていると考察されている。雑誌『電撃姫』による攻略記事では「イベントの数が豊富なゲーム」としつつ、とりわけランダムで発生するイベントについては「楽しいものが多い」と言及している。
これD.P.S?
2000年12月7日に発売された『20世紀アリス』（『ALICEの館』シリーズ作品）に収録されたアドベンチャーゲームである。本作『20世紀アリス』はWindows 95・98用として発売され、ゲーム「かえるにょ国にょアリス」なども同梱されていた。「これD.P.S?」は『D.P.S.』シリーズのシステムを改良したリメイク作品であり、純愛を描いた「Iron maiden」やロボットものに触手要素を付け足した「超伝説古代ロボ レッドサンダー」、そのほかシスターの身に降りかかる不幸を題材とした「闇黒-アンコク-」、女性教師が教え子に犯される「Keep out」の計4本の短編が収録された。